# Janvier 1786
Cette page présente les faits marquants du mois de janvier 1786.

## Événements
- 3 janvier : le traité d'Hopewell est signé entre les États-Unis et la nation Choctaw.

- 10 janvier : le traité d'Hopewell est signé entre les États-Unis et la nation Chickasaw.

- 17 janvier : observation à Paris de la comète de Encke.

- 18 janvier : le duc de Caracciolo, vice-roi de Sicile, est appelé à Naples. Son successeur le prince de Caramanico continue son action[1]. Il fait appel à de nombreux réformateurs siciliens et se livre à de vastes enquêtes sur l’économie de l’île, fait créer des écoles élémentaires, recueille les avis sur la division des terres domaniales. Il convainc le Parlement d’accepter un nouveau cadastre, limite les droits féodaux et les droits héréditaires, divise les domaines afin de les transformer en propriétés libres et envisage la concession des terres d’Église sous forme de baux emphytéotiques (99 ans).

- 26 janvier : Léopold de Toscane, influencé par le janséniste Scipione de' Ricci, propose aux évêques de Toscane 57 « points ecclésiastiques », base d’une réforme future[2] (contrôle du clergé, réforme des réguliers, redistribution de leurs biens aux institutions d’assistance et d’éducation).

## Naissances

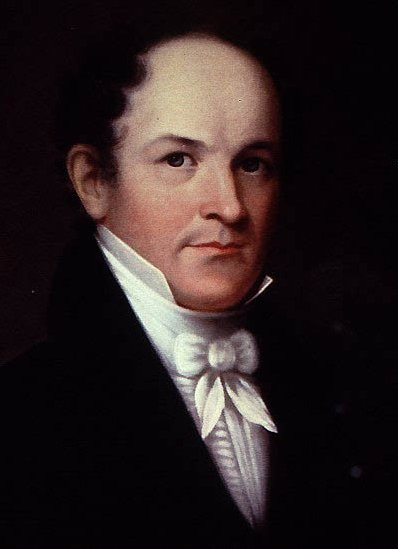
Thomas Nuttall

- 5 janvier : Thomas Nuttall († 1859), naturaliste britannique.
- 6 janvier : André-Joseph Bodem, peintre français († 16 juillet 1870).
- 13 janvier : Pierre-Dominique Bazaine (mort en 1838), scientifique et officier ingénieur du génie français.
- 15 janvier : Jean Alaux, peintre français († 2 mars 1864).
- 17 janvier : Ana María de Huarte y Muñiz, impératrice du Mexique († 19 mars 1861).
- 28 janvier : Nathaniel Wallich (mort en 1854), botaniste danois.

## Décès
- 4 janvier : Moses Mendelssohn, philosophe, à Berlin (1729-1786).
- 6 janvier
  - Jean-Étienne Guettard (né en 1715), géologue, minéralogiste et naturaliste français.
  - Pierre Poivre (né en 1719), administrateur colonial et agronome français.
- 12 janvier : Claude-Henri Watelet, artiste et homme de lettres français (° 28 août 1718).
- 21 janvier : Anthony Bacon (né en 1718), sidérurgiste britannique.